# 六合镇 (讷河市)
六合镇是中国黑龙江省齐齐哈尔市讷河市下辖的一个镇。

## 行政区划
桥头溪乡下辖以下地区：
太和村、仁和村、灯塔村、旭光村、黎明村、新安村、繁强村、富强村、前程村、火烽村和照耀村。